# حمام شوکتیه
حمام شوکتیه مربوط به دوره پهلوی است و در بیرجند، خیابان برق، کوچه هادوی، مدرسه شوکتیه واقع شده و این اثر در تاریخ ۷ مرداد ۱۳۸۲ با شمارهٔ ثبت ۹۳۰۴ به‌عنوان یکی از آثار ملی ایران به ثبت رسیده است.